# Almost Seventeen
Almost Seventeen è il terzo album in studio della cantante giapponese Crystal Kay, pubblicato nel 2002.

## Tracce
1. Hard to Say – 4:47
2. Missin' U, Baby – 4:13
3. Girl U Love – 4:23
4. Shooting Stardust – 4:32
5. Boyfriend (What Makes Me Fall in Love) – 4:12
6. Hide and Seek – 3:50
7. You're My Fate – 5:08
8. Love of a Lifetime – 3:57
9. Attitude – 3:16
10. Move On – 4:11
11. A Song for You – 4:39
12. Think of U – 4:53
13. Feel The Same – 4:20